# قرار مجلس الأمن التابع للأمم المتحدة رقم 1945
قرار مجلس الأمن التابع للأمم المتحدة رقم 1945، الذي اعتمد في 14 أكتوبر 2010، بعد أن ذكر القرارات السابقة بشأن الوضع في السودان، مدد مجلس الأمن ولاية لجنة خبراء المراقبة والحظر على الأسلحة والعقوبات الأخرى على المجموعات التي «تعيق السلام في السودان» حتى 19 أكتوبر 2011.
تمت الموافقة على القرار بأغلبية 14 صوتا مقابل لا شيء وامتناع الصين عن التصويت، والتي عبرت عن شكوكها حول موضوعية لجنة الخبراء وتقريرها الأخير.

## القرار

### أعمال
عملا بموجب الفصل السابع من ميثاق الأمم المتحدة، مدد المجلس ولاية فريق الخبراء المعني برصد حظر الأسلحة حتى 19 تشرين الأول / أكتوبر 2011، الذي أنشئ أصلا بموجب القرار 1591 (2005). وقد طُلب منها تقديم تقرير عن عملها وتنسيق أنشطتها مع العملية المشتركة للاتحاد الأفريقي والأمم المتحدة في دارفور (يوناميد). وحث جميع البلدان ووكالات الأمم المتحدة والاتحاد الأفريقي وغيرها على التعاون مع فريق الخبراء من خلال تقديم المعلومات عند الطلب. وطُلب من الدول الإقليمية على وجه الخصوص الإبلاغ عن الخطوات التي اتخذتها لتنفيذ التدابير الواردة في القرارين 1556 (2004) و 1591.
كما نص القرار على أنه يتعين على جميع البلدان، بما في ذلك السودان، إخطار اللجنة المنشأة بموجب القرار 1591 قبل تقديم أي مساعدة أو إمدادات إلى منطقة دارفور.

## روابط خارجية
- نص القرار في undocs.org